# НТВ-Плюс Україна
НТВ-Плюс Україна — провайдер платного цифрового супутникового телебачення, що офіційно почав працювати на українському ринку з кінця 2005 року до 2016 року. Партнером російської супутникової платформи в Україні була компанія «Нові телевізійні технології», що входила до групи компаній «НТВ-Плюс Україна». Провайдер не був офіційно проліцензованим Національною радою з питань телебачення і радіомовлення, на відміну від її конкурента Viasat (Україна). Приблизна кількість абонентів станом на початок 2011 року - 30000.

У «НТВ+» був найбільший вибір комбінацій пакетів і, відповідно, тарифів, але найменше українських каналів у пропозиції - всього три: 5 канал, НТН і ICTV. Найдешевша комплектація каналів  «НТВ Плюс-Україна» містить 28 каналів, у тому числі «НТВ-Мир», «РТР Планета», «Первый канал. Всемирная сеть», Eurosport, Animal Planet, Discovery Channel, українські НТН і ICTV.

Провайдер був позбавлений ліцензії в 2014 році. В зв'язку з порушенням правил ліцензування (відсутність ліцензії). А також через анексію Кримського півострову Російською федерацією та загострення стосунків між Росією та Україною.